# باشگاه فوتبال اتحاد الجزایر
باشگاه فوتبال اتحاد الجزایر (انگلیسی: USM Alger) یک باشگاه فوتبال در شهر الجزیره، الجزایر است.
این باشگاه که در سال ۱۹۳۷ تأسیس شده است سابقه ۸ قهرمانی در لیگ حرفه‌ای فوتبال الجزایر، ۸ قهرمانی در جام حذفی فوتبال الجزایر، ۲ قهرمانی سوپر جام الجزایر، ۱ قهرمانی جام کنفدراسیون آفریقا، ۱ قهرمانی سوپر جام آفریقا و همچنین یک نایب قهرمانی لیگ قهرمانان آفریقا در سال ۲۰۱۵ را در کارنامه دارد.

## نگارخانه

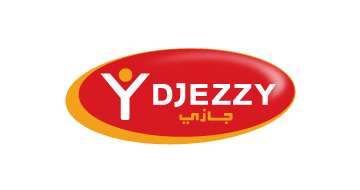